# 金のたまご
『金のたまご』（きんのたまご）は1997年7月3日から同年9月18日まで、TBS系列で放送されたテレビドラマである。放送時間は、毎週木曜21:00 - 21:54（JST）。
チャイドルブームを背景に、娘を子役としてデビューさせようとする母親と、家族のドタバタぶりを描いた。

## キャスト
- 桜井泉住：浅野ゆう子
- 桜井小太郎：片岡鶴太郎
- 山口涼：永作博美
- 森昭次：渡辺いっけい
- 森日向子：深浦加奈子
- 英譲治：宇梶剛士
- 桜井まりも：野村知沙
- 山口玲奈：五十嵐瑞穂
- 森大地：秋山拓也
- 真壁行人：国分太一
- 山口貞夫：梅宮辰夫
- 桜井りえ：山岡久乃

## 主題歌
- 「夏だモン」広瀬香美

## スタッフ
- 脚本：関根俊夫
- 音楽：岩代太郎
- 選曲：御園雅也
- プロデュース：西口典子
- 演出：山田高道、松原信吾、鈴木利正、池添博
- 制作：木下プロダクション、TBS

## サブタイトル
| 各話                                                      | 放送日        | サブタイトル                           | 演出     | 視聴率 |
| --------------------------------------------------------- | ------------- | -------------------------------------- | -------- | ------ |
| Step1                                                     | 1997年7月3日  | うちの子はチャイドル!?                 | 山田高道 | 18.0%  |
| Step2                                                     | 1997年7月10日 | デビュー!!                             | 山田高道 | 11.3%  |
| Step3                                                     | 1997年7月17日 | 天国と地獄! エキストラはつらいよ       | 池添博   | 13.3%  |
| Step4                                                     | 1997年7月24日 | 姑激怒! ナミダのCM                     | 松原信吾 | 12.2%  |
| Step5                                                     | 1997年7月31日 | 夫の不満爆発! マネージャーは危険人物   | 鈴木利正 | 12.3%  |
| Step6                                                     | 1997年8月7日  | 恐怖のオーディション!? 子役も歯は命    | 池添博   | 10.1%  |
| Step7                                                     | 1997年8月14日 | 最高のキャスティング                   | 松原信吾 | 10.4%  |
| Step8                                                     | 1997年8月21日 | いい子が一番アブナイ!                  | 鈴木利正 | 13.1%  |
| Step9                                                     | 1997年8月28日 | 実力行使は修羅場の始まり               | 池添博   | 12.6%  |
| Step10                                                    | 1997年9月4日  | チャイドルたちの反乱                   | 松原信吾 | 12.3%  |
| Step11                                                    | 1997年9月11日 | 愛されてるからガンバれる               | 池添博   | 11.9%  |
| Last Step                                                 | 1997年9月18日 | 夢はスクリーンにのせて! 感動の舞台挨拶 | 松原信吾 | 13.4%  |
| 平均視聴率12.6%（視聴率は関東地区・ビデオリサーチ社調べ） |               |                                        |          |        |

| TBS系 木曜21枠ドラマ | TBS系 木曜21枠ドラマ | TBS系 木曜21枠ドラマ |
| 前番組               | 番組名               | 次番組               |
| -------------------- | -------------------- | -------------------- |
| 新幹線'97恋物語      | 金のたまご           | 番茶も出花           |